# Waleryj Stralcou
Waleryj Stralcou, biał. Валерый Стральцоў, ros. Валерий Иванович Стрельцов, Walerij Iwanowicz Strielcow (ur. 7 maja 1948 w Bychowie, Białoruska SRR) – białoruski piłkarz, grający na pozycji napastnika, trener piłkarski.

## Kariera piłkarska

### Kariera klubowa
W 1967 roku rozpoczął karierę piłkarską w drużynie Spartaka Mohylew, który w 1973 zmienił nazwę na Dniapro. W mohylewskim klubie występował przez 9 sezonów i zakończył karierę w roku 1975.

## Kariera trenerska
Karierę szkoleniowca rozpoczął w 1976 roku. Do 1984 pracował jako trener piłki nożnej w Młodzieżowej Szkole Specjalistycznej Rezerwy Olimpijskiej nr 7 w Mohylewie. Od 1984 pracował w rodzimym klubie Dniapro Mohylew na różnych stanowiskach. Również od 2000 do 2003 pomagał trenować, a 7 września 2002 w jednym meczu zastępował w narodowej reprezentacji Białorusi głównego trenera Eduarda Małofiejewa, który nie mógł prowadzić zespół z powodu choroby. Później ponownie pracował w Dniaprze Mohylew. 14 grudnia 2009 zmienił klub na Dynama Mińsk, w którym nadal zajmował stanowisko dyrektora sportowego klubu i pracował do 21 kwietnia 2012 roku. W sierpniu 2012 powrócił do Dniapra Mohylew, gdzie pracował jako koordynator grup młodzieżowych klubu. 18 lutego 2015 roku ponownie został dyrektorem sportowym klubu.

## Sukcesy i odznaczenia

### Sukcesy trenerskie
Dniapro Mohylew
- mistrz Białorusi: 1998
- wicemistrz Białorusi: 1992
- finalista Pucharu Białorusi: 1992

### Odznaczenia
- tytuł Zasłużonego Trenera Białorusi